# SN 1998dn
SN 1998dn – supernowa typu II odkryta 19 sierpnia 1998 roku w galaktyce NGC 337A. W momencie odkrycia miała maksymalną jasność 15,80m.